# Brloh (Pardubice)
Brloh è un comune della Repubblica Ceca facente parte del distretto di Pardubice, nella regione omonima.